# プリティーリズム・オーロラドリームのディスコグラフィ
プリティーリズム・オーロラドリームのディスコグラフィでは、タカラトミー・シンソフィア共同開発のアーケードゲームを原作とした日本のテレビアニメ『プリティーリズム・オーロラドリーム』の関連CDについて記述する。発売元は全てDIVE II Entertainment。

## ライブチック・キャラクターソングCD
『プリティーリズム・オーロラドリーム ライブチック・キャラクターソングCD』は2011年7月20日にDIVE II Entertainmentより発売された、キャラクターソングとドラマCDを収録したシングル群である。act.1〜5の5枚同時発売。全巻とも2011年7月20日発売、1260円（消費税込）。発売当日より、曲部分のみiTunes Storeなどのサイトで配信されている。
主人公である女子プリズムスター3人のユニット・MARs（マーズ）の春音あいら・天宮りずむ・高峰みおん及び、男子プリズムスター3人のユニット・Callings（コーリングス）が所属する芸能事務所・プリティートップが開催するファーストライブ「プリティートップ・ドリームライブ」の公開録音と言う設定になっており、各巻とも本編中で挿入歌として使用されているキャラクターソング1曲とライブ中の楽屋を舞台にシリーズ構成・赤尾でこがシナリオを書き下ろしたオーディオドラマが収録されている。
キャラクター原案の渡辺明夫がジャケットを新規に描き起こしており、この内act.1〜3のジャケットは3枚折りであいら・りずむ・みおんの全身を描いた「パタパタピンナップイラスト」となっている。
ライブの開催時期がアニメ本編中のどの時期であるかは明示されていないが、MARs結成直後であることから第23話以降の日が浅い時期と推測される。

### act.1 Dream Goes On
歌は春音あいら役の阿澄佳奈。ジャケットは渡辺明夫が描き起こしたパタパタピンナップイラスト仕様。
- AVCA-29996

収録内容
1. ライブチック・ドラマ 楽屋にて〜Before [1:38]
2. ライブチック・ドラマ MC(1) [0:52]
3. Dream Goes On [3:30]
作詞：池畑伸人、作曲・編曲：長岡成貢
4. ライブチック・ドラマ MC(2) [0:25]
5. ライブチック・ドラマ 楽屋にて〜After [0:46]
6. Dream Goes On＜Insturmantal＞ [3:31]

「Dream Goes On」は本編の第10 - 12話で挿入歌として使用されている。

### act.2 ココロ充電!
歌は天宮りずむ役の原紗友里。ジャケットは渡辺明夫が描き起こしたパタパタピンナップイラスト仕様。
- AVCA-29997

収録内容
1. ライブチック・ドラマ 楽屋にて〜Before [1:45]
2. ライブチック・ドラマ MC(1) [0:53]
3. ココロ充電! [3:43]
作詞：池畑伸人、作曲・編曲：長岡成貢
4. ライブチック・ドラマ MC(2) [0:21]
5. ライブチック・ドラマ 楽屋にて〜After [1:19]
6. ココロ充電!＜Insturmantal＞ [3:44]

「ココロ充電!」は本編の第12話で挿入歌として使用されている。

### act.3 Switch On My Heart
歌は高峰みおん役の片岡あづさ。ジャケットは渡辺明夫が描き起こしたパタパタピンナップイラスト仕様。
- AVCA-29998

収録内容
1. ライブチック・ドラマ 楽屋にて〜Before [1:44]
2. ライブチック・ドラマ MC(1) [0:52]
3. Switch On My Heart [3:33]
作詞：池畑伸人、作曲・編曲：長岡成貢
4. ライブチック・ドラマ MC(2) [0:33]
5. ライブチック・ドラマ 楽屋にて〜After [0:59]
6. Switch On My Heart＜Insturmantal＞ [3:35]

「Switch On My Heart」は本編の第12・14 - 16・22話で挿入歌として使用されている。また、アーケードゲーム『プリティーリズム』では、2011年12月更新バージョンの「シーズン7 プリティーリメイク編」よりステージ「プラネタリウム」のBGMとして、既存の「D@nce 〜まほうのグルーヴ〜」に加えて本曲が追加されている。

### act.4 1/1000永遠の美学
歌はショウ役の近藤隆、ヒビキ役のKENN、ワタル役の岡本信彦。ジャケットは渡辺明夫が描き起こしている。
- AVCA-29999

収録内容
1. ライブチック・ドラマ 楽屋にて〜Before [1:07]
2. ライブチック・ドラマ MC(1) [0:44]
3. 1/1000永遠の美学 [4:01]
作詞：池畑伸人・長岡成貢、作曲・編曲：長岡成貢
4. ライブチック・ドラマ MC(2) [0:33]
5. ライブチック・ドラマ 楽屋にて〜After [0:58]
6. 1/1000永遠の美学＜Insturmantal＞ [4:03]

「1/1000永遠の美学」は本編の第1・4・9・10話で挿入歌として使用。また、本曲のみレコチョク・アニメロミックスなどのサイトで先行配信が実施されている。

### act.5 めらめらハートが熱くなる
歌は春音あいら役の阿澄佳奈、天宮りずむ役の原紗友里、高峰みおん役の片岡あづさ。
- AVCA-29995

収録内容
1. ライブチック・ドラマ 楽屋にて〜Before [1:12]
2. ライブチック・ドラマ MC(1) [0:46]
3. めらめらハートが熱くなる [3:31]
作詞：池畑伸人、作曲・編曲：大谷靖夫
4. ライブチック・ドラマ MC(2) [0:28]
5. ライブチック・ドラマ 楽屋にて〜After [1:54]
6. めらめらハートが熱くなる＜Insturmantal＞ [3:33]

「めらめらハートが熱くなる」は本編の第5・7・8・15・17話で挿入歌として使用されている。また、アーケードゲーム『プリティーリズム』では、2011年4月更新バージョンの「シーズン4 オーロラドリームデビュー編」から追加されたステージ「ほしぞらロックフェス」のBGMにこの曲が使用されている。
本編中では、第15話において3人がプリズムショーで歌う曲としてペンギン先生が作曲し、みおんが作詞した設定になっている。

## プリズム☆ミュージックコレクション
『プリティーリズム・オーロラドリーム プリズム☆ミュージックコレクション』は、2012年3月16日に発売された2枚組のアルバム。初回限定盤の『プリズム☆ミュージックコレクションDX』にはDVDと、ゲーム中で使用可能なプリズムストーン3個（1個は「04-017★ロマンティックデニムジャケット」で固定、他2個はシーズン3 - 4のラインナップからランダムで2個）が封入されている。

### Disc 1
Disc 1は過去に配信もしくはTSUTAYA限定レンタル盤のみ収録されていた曲を含めたキャラクターソング集である。
各曲の作詞・作曲・編曲者についてはプリティーリズム・オーロラドリーム#挿入歌や各曲のリンク先を参照。
1. You May Dream [3:45] 歌：LISP（阿澄佳奈、原紗友里、片岡あづさ）
2. めらめらハートが熱くなる [3:32] 歌：MARs（阿澄佳奈、原紗友里、片岡あづさ）
3. Happy GO Lucky! 〜ハピ☆ラキでゴー!〜 [4:05] - 歌：SUPER☆GiRLS
4. Dream Goes On [3:30] - 歌：春音あいら（阿澄佳奈）
5. ココロ充電! [3:42] - 歌：天宮りずむ（原紗友里）
6. Switch On My Heart [3:33] - 歌：高峰みおん（片岡あづさ）
7. 1/1000永遠の美学 [4:00] - 歌：Callings（近藤隆、KENN、岡本信彦）
8. We Will Win! -ココロのバトンでポ・ポンのポ〜ン☆- [4:34] - 歌：東京女子流
9. Hop! Step!! Jump!!! [1:36] - 歌：MARs（阿澄佳奈、原紗友里、片岡あづさ）
10. Never Let me Down 〜がんばりやぁ!〜 [1:34] - 歌：せれのん（米澤円、明坂聡美）
11. 愛しのティンカーベル [1:57] - 歌：Callings（近藤隆、KENN、岡本信彦）
12. 1000%キュンキュンさせてよ♥ [4:26] - 歌：プリティーリズム☆オールスターズ（阿澄佳奈、原紗友里、片岡あづさ、米澤円、明坂聡美）
13. プリティーリズムでGo! [3:17] - 歌：MARs（阿澄佳奈、原紗友里、片岡あづさ）
14. Shall We Go?! [1:37] - 歌：久里須かなめ（伊藤かな恵）
15. Don't Give Up [1:37] - 歌：藤堂かのん（明坂聡美）
16. Wonderful World [1:34] - 歌：歌：城之内セレナ（米澤円）
17. Everybody's Gonna be Happy [3:37] - 歌：Prizmmy☆

### Disc 2
Disc 2は長岡成貢が作曲した劇伴曲のサウンドトラックであるが、本編中で使用された全ての劇伴曲が収録されている訳ではない。また、ゲーム中のBGMでアニメに転用された曲（大半が菅原幸枝の作詞・作曲。「Step! Step! Step!」「D@nace 〜魔法のグルーヴ〜」など）も収録されていない。
1. オーロラドリームのテーマ [1:57]
2. オーロラドリームのテーマ 〜 センチメンタル・ヴァージョン [2:42]
3. オーロラドリームのテーマ 〜 ポップス・ヴァージョン [1:55]
4. あいらのテーマ [2:13]
5. ドジっ子あいら [2:09]
6. 恋するあいら [2:15]
7. あいら...しょんぼり [2:34]
8. あいらの涙 [3:07]
9. りずむのテーマ [2:03]
10. ウズウズりずむ [1:55]
11. センチなりずむ [2:23]
12. みおんのテーマ [2:23]
13. みおんスイッチオン!! [2:13]
14. みおんスイッチオフ [2:10]
15. ハッピー春音家! [1:46]
16. パパとママ [2:28]
17. プリティーリメイク [2:20]
18. 緊張〜っ! [2:00]
19. 素敵なコーデ! [2:54]
20. 純のテーマ [2:09]
21. オーロラライジング!! [2:14]

1. 阿世知社長 [1:40]
2. りずむとあいら [1:55]
3. ペンギン先生 [1:44]
4. ラビチとベアチ [1:37]
5. がんばりレッスン! [1:58]
6. うまくいかない日々 [2:13]
7. プリズムショーの貴公子 [1:44]
8. 明日に向かって [2:05]
9. イースターエッグ [2:30]
10. 親子げんか [2:00]
11. パパのやさしさ [2:20]
12. 大ゲンカ [1:21]
13. あいらとりずむの絆 [1:27]
14. 勉強、勉強、また勉強 [1:38]
15. 回想 [0:32]
16. サブタイトル [0:10]
17. アイキャッチ 01 [0:08]
18. アイキャッチ 02 [0:05]
19. アイキャッチ 03 [0:06]
20. アイキャッチ 04 [0:05]
21. 次回予告 [0:34]

## レンタル限定シングル
『プリティーリズム・オーロラドリーム スペシャルCD』1〜3は、TSUTAYA限定でレンタルされていた主に主題歌や挿入歌のテレビサイズを収録したシングルである。

### スペシャルCD
2011年7月20日レンタル開始。初期オープニング・エンディング曲のテレビサイズを収録。商品番号：AVC6-29966
1. You May Dream (TV size) - 歌：LISP(阿澄佳奈・原紗友里・片岡あづさ)
2. Happy GO Lucky! 〜ハピ☆ラキでゴー!〜 (TV size) - 歌：SUPER☆GiRLS

### スペシャルCD2
2011年7月20日レンタル開始。『ライブチック・キャラクターソングCD』のダイジェスト盤的な内容。商品番号：AVC6-49070
1. Dream Goes On (Short size ver.)  - 歌：春音あいら（阿澄佳奈）
2. ココロ充電！ (Short size ver.) - 歌：天宮りずむ（原紗友里）
3. Switch On My Heart (Short size ver.) - 歌：高峰みおん（片岡あづさ）
4. 1/1000永遠の美学 (Short size ver.) - 歌：Callings（近藤隆、KENN、岡本信彦）
5. めらめらハートが熱くなる (Short size ver.) - 歌：MARs(阿澄佳奈・原紗友里・片岡あづさ)
6. We Will Win! -ココロのバトンでポ・ポンのポ〜ン☆- (TV size)

### スペシャルCD3
2011年12月21日レンタル開始。挿入歌「Hop! Step!! Jump!!!」はこのCDが初の音源化であった。商品番号：AVC6-49428
1. 1000%キュンキュンさせてよ(TV size) - 歌：プリティーリズム☆オールスターズ(阿澄佳奈・原紗友里・片岡あづさ・米澤円・明坂聡美)
2. プリティーリズムでGo!(TV size) - 歌：MARs(阿澄佳奈・原紗友里・片岡あづさ)
3. Hop! Step!! Jump!!! - 歌：MARs(阿澄佳奈・原紗友里・片岡あづさ)